# Walter Lewis (1852)
Walter Lewis (Haverhill, 1852 – ?) was een Amerikaans componist, dirigent, arrangeur en muzikant.
Van deze componist is niet veel bekend. Als muzikant, dirigent en arrangeur was hij lid van vele civiele en militaire muziekkapellen. Zijn marsen, walsen, polka's, dansen en liederen werden graag gespeeld. 

## Composities

### Werken voor harmonieorkest
- 1893 Evermore, serenade
- 1893 Golden Legion Overture
- 1911 Halleluja, ouverture
- 1912 Cameron Overture
- 1918 The battle line of liberty
- 1920 Magnetic Overture

### Vocale muziek

#### Liederen
- 1915 Dear heart of mine, voor zangstem en piano
- 1918 Love's wondrous garden, lied voor sopraan (of tenor) en piano - tekst: Annie Andros Hawley